# Kaulitz
Kaulitz è una frazione della città tedesca di Arendsee (Altmark), nella Sassonia-Anhalt.

## Storia
Kaulitz fu nominata per la prima volta nel 1186.

Costituì un comune autonomo fino al 1º gennaio 2010.